# Preßburger Zeitung
Die Preßburger Zeitung war eine deutschsprachige Zeitung, die von 1764 bis 1929 in Preßburg (slowakisch Bratislava) in der Habsburgermonarchie und später in der Tschechoslowakei erschienen ist.

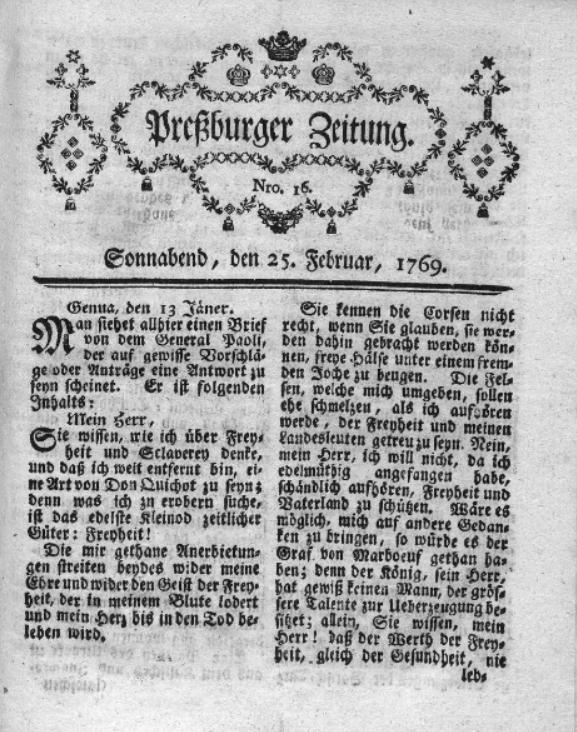
Ein Exemplar der Preßburger Zeitung aus dem Jahre 1769

## Vorgeschichte

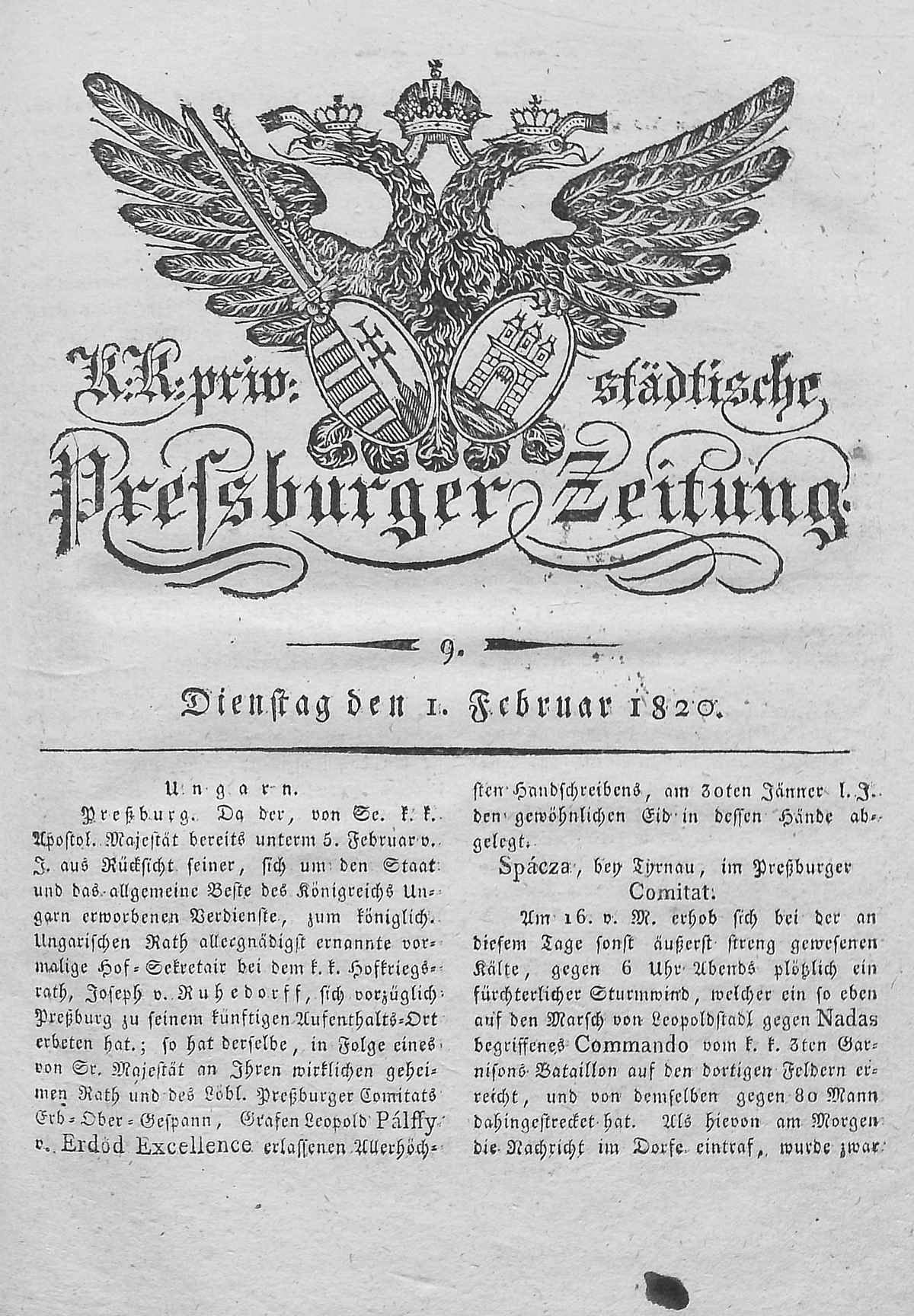
Preßburger Zeitung, 1820

Die erste deutschsprachige Zeitung im Königreich Ungarn erschien in der im Jahre 1724 von dem Deutschen Johann Sebastian Landerer gegründeten ersten Ofener Druckerei. Am 2. April 1731 kam die erste erhaltene Nummer des „wöchentlich zweymal neuankommenden Mercurius“ (Nr. 27) heraus. Der deutsche Mercurius, dem einige lateinische Versuche von kurzer Lebensdauer vorangegangen waren (Mercurius Hungaricus, 1705–1711; Nova Posoniensa, 1721–1722), entnahm den größten Teil seiner Nachrichten dem amtlichen Wienerischen Diarium und anderen ausländischen Blättern, denn eigene Berichterstatter hatte die Zeitung noch nicht. Vom Diarium übernahm der Mercurius auch das Quartformat, das Titelblatt, die zweisprachige Seiteneinteilung sowie die Lokalnachrichten am Ende des Blattes. Aufgrund des noch fehlenden ständigen Leserpublikums und der Zensurverhältnisse waren im Mercurius nur selten Landnachrichten aus Ofen zu finden. Die Situation in Deutschland war zu dieser Zeit ganz ähnlich.

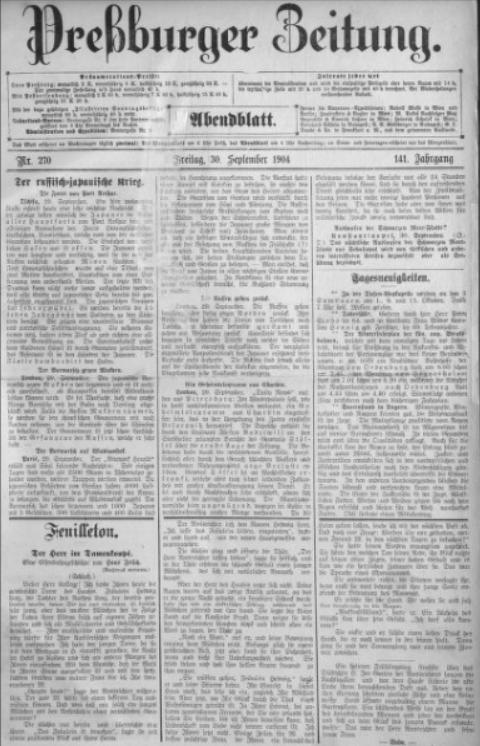
Preßburger Zeitung, 1904

Die erste ungarischsprachige Zeitung überhaupt, der Magyar Hírmondó (Ungarischer Landbote), erschien erst im Jahre 1780, ein halbes Jahrhundert nach der ersten deutschsprachigen Zeitung Ungarns, in Preßburg. Das Blatt, das als Gegenstück zu der ab 1764 in Preßburg erscheinenden Preßburger Zeitung entstand, erschien in ungarischer Sprache, um jene Gruppen anzusprechen, die fremdsprachige Periodika nicht lesen konnten, aber vor allem, um die Entwicklung der Muttersprache zu fördern. Den ersten und bedeutendsten Herausgeber des Magyar Hírmondó, Mátyás Ráth, gelang es, zahlreiche Korrespondenten zu gewinnen, die das Blatt aus allen Landesteilen mit Neuigkeiten in Briefform versorgten, die meist unkommentiert, als erster Themenbereich der Zeitung gedruckt wurden, ausländische Nachrichten dominierten erst in späteren Jahren. Neben einem umfangreichen literarisch-wissenschaftlichen Teil, der vor allem Rezensionen ungarischer Publikationen brachte, bildeten ökonomische und gesellschaftliche Anzeigen weitere Schwerpunkte des Blattes. Der Magyar Hírmondó, der zu den weitest verbreiteten Zeitungen Ungarns zählte, hatte bereits im ersten Jahr seines Erscheinens über 320 Pränumeranten, später stieg die Zahl auf etwa 500.

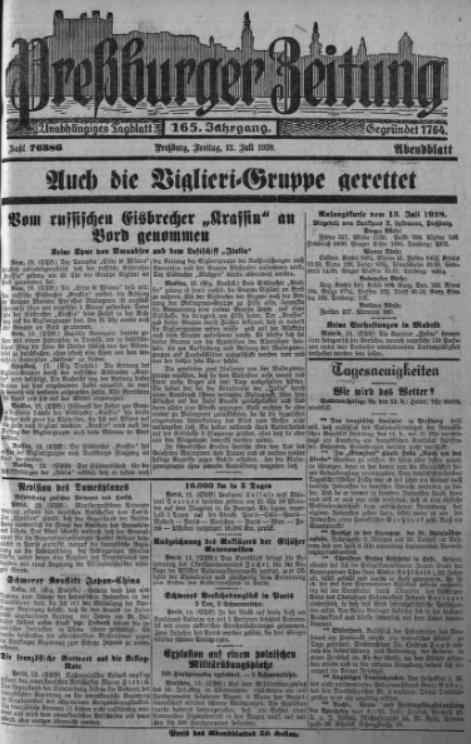
Preßburger Zeitung, 1928

Das Blatt, das immer nationale ungarische Interessen vertrat, geriet in den letzten Jahren seines Erscheinens zunehmend in Konflikt mit der Politik des Wiener Hofes und den zeitgenössischen Zeitungen. Der Inhalt des Magyar Hírmondó bestand, kurz bevor die Redaktion von Preßburg nach Pest verlegt wurde, zum überwiegenden Teil aus offiziellen Meldungen.
Unter dem Titel A Magyar Merkurius (Der ungarische Merkur) wurde die Zeitung ab 1788 in Pest fortgesetzt. Zu Anfang erhielt sie vor allem Kriegsberichterstattungen zu den Auseinandersetzungen mit den Türken, begnügte sich dabei aber mit den offiziellen Informationen des Wiener Hofes. Im Laufe der Jahre konnte das Blatt mit den in Wien erscheinenden ungarischen Zeitungen nicht standhalten und stellte am 16. Dezember 1789 sein Erscheinen ein.

## Preßburger Zeitung

### Historie
Die Anfänge eines dauerhaften Zeitungswesens in Königreich Ungarn liegen im Jahre 1764. Als erste periodische Zeitung im Donauraum, die eine lange Lebensdauer haben sollte, erschien am 14. Juli 1764, auf Anregung des Preßburger Gelehrten, Stadthauptmanns und Bürgermeisters Karl Gottlieb Windisch, die er gemeinsam mit den Buchdrucker und Verleger Johann Michael Landerer ins Leben rief. Die ersten Ausgaben erschienen in einem kleinen Quartformat (21 × 17 cm) mit vier zweisprachig aufgeteilten Seiten. Im Avertissement, das die erste Ausgabe des Blattes einleitete, hieß es u. a., dass „Johann Michael Landerer privilegierter Buchdrucker in Preßburg“, sich entschlossen habe, „wöchentliche Nachrichten von den neuesten und merkwürdigsten Vorfallenheiten in Europa sowohl, als besonders in dem Königreiche Hungern unterdes Titel: Preßburger Zeitungen zu drucken.“ Außerdem sollte alles veröffentlicht werden, „was man sonst in anderen Städten, in den sogenannten Intelligenzblättern findet, als da sind: Oeffentliche  Publikationen, Auktionen, Sachen, die feil sind, Capitalien, die gesucht werden, oder auszuleihen sind und dergleichen.“ Der Herausgeber versprach darüber hinaus, sich die Mühe geben zu wollen, „die besten, sichersten und merkwürdigsten Nachrichten zu sammeln, und dieses Blatt so viel möglich zugleich nützlich und angenehm zu machen. Er wird es aber mit dem schuldigsten Danke erkennen, wenn auswärtige Freunde und Gönner ihn in diesem Vorhaben unterstützen, und ihm merkwürdige Vorfallenheiten berichten werden“.
Windisch, der maßgebende erste Chefredakteur der Preßburger Zeitung, bemühte sich in seinen Artikeln stets sachlich zu bleiben und vor allem hütete er sich, in seinen Beiträgen Anstoß, etwa in religiöser Hinsicht, zu erregen. Neben eigenen Arbeiten richtete er sich inhaltlich nach dem Wienerischen Diarium, aus welchem er viele Beiträge übernahm. Die Wiener Presse war natürlich bis zum Zusammenbruch der Donaumonarchie auch für Preßburg maßgebend. Die Berücksichtigung der Wiener Presse hatte vor allem politische Gründe, da die Geschicke des Reiches primär von dort aus gelenkt wurden. Aber auch auf kulturellem Gebiet hatte Wien für Preßburg immer Vorbildcharakter.
Windisch gab der Preßburger Zeitung neben der nüchternen politischen Berichterstattung auch einen kulturellen Einschlag. Er fügte der Zeitung eine Beilage mit dem Titel Der Freund der Tugend (1767–1769) bei. Diese Beilage bestand überwiegend aus literarischen Beiträgen. 1770 erschien die Beilage Der vernünftige Zeitvertreiber, die in der Tradition englischer Blätter gehalten war und Essays über den Menschen und die Menschlichkeit enthielt. Als dritte Beilage erschien in den Jahren 1771 bis 1773 Das Preßburgische Wochenblatt. Windisch veröffentlichte darin nahezu ausschließlich Beiträge mit naturwissenschaftlichem und ökonomischem Charakter.
Von Anbeginn des Erscheinens der Preßburger Zeitung legte Windisch auf die Veröffentlichung wissenschaftlicher Berichte größten Wert. In einer Rubrik Gelehrte Sachen konnten schwerpunktmäßig philologische und naturwissenschaftliche Abhandlungen mit variierendem Qualitätsniveau sowie „gelehrte“ (wissenschaftliche) Aufsätze zum Abdruck kommen.
Da Windisch mit den Herausgeber der Zeitung nicht immer einer Meinung war, wird angenommen, dass Windisch um die Zeit, als er zum Stadthauptmann von Preßburg ernannt wurde, die redaktionelle Leitung der Zeitung niederlegte und als Redakteur zurücktrat. Schriftliche Unterlagen existieren darüber nicht. Manche Historiker stellten die Hypothese auf, dass Windisch bereits seit dem 21. April 1773 die Preßburger Zeitung nicht mehr redigiert haben dürfte.
Nachfolger Windischs als Redakteur wurde (~1774) der bedeutende Geograph und Heimatforscher Johann Matthias Korabinsky. Dieser vertrat weniger aufklärerische Ansichten und vermochte sich als Redakteur den Bedürfnissen des Leserpublikums vermutlich besser anzupassen. Aber auch unter Korabinsky übte die Preßburger Zeitung einen bedeutenden Einfluss auf die Leserschaft aus. Korabinsky brachte gesellschaftspolitische sowie kulturpolitische Artikel in das Blatt ein und deckte soziale Spannungen in der Gesellschaft auf. Neben Lokalmeldungen aus Preßburg kamen auch Berichte über bedeutende politische Ereignisse zum Abdruck. Abschließend kann gesagt werden, dass das hohe Niveau des Blattes auch unter dem Redakteur Korabinsky beibehalten wurde.
Die Zeitschrift folgte der politischen Linie des Wiener Hofes, unterstützte die Reformpolitik Maria Theresias und Josephs II., war dabei aber dennoch bemüht, der ungarischen Nation einen bedeutenden Stellenwert in der Habsburger Monarchie zuzuweisen.
Im ersten Jahrzehnt ihres Erscheinens hatte die Preßburger Zeitung nur etwa 100 Pränumeranten, doch mit steigender Beliebtheit des Blattes wuchs auch seine Auflagenhöhe und erreichte bereits im Jahre 1780 eine Auflage von 6000 Exemplaren. Nach dem Jahre 1788 hatte die Zeitung in vielen großen Städten Europas, wie z. B. St. Petersburg, Brüssel, Mailand, Bukarest, Triest, Wien u. a. eigene Korrespondenten. Dadurch erschienen in der Preßburger Zeitung Berichte, die in anderen Zeitungen erst sechs bis acht Tage später zu lesen waren. Während des russisch-türkischen Krieges und der Französischen Revolution wurde das Blatt zur Nachrichtenquelle für viele andere Zeitungen und wurde deshalb nicht nur in der Donaumonarchie, sondern auch im Ausland viel gelesen.
Auch im Zeitalter des Absolutismus (1849–1867) blieb die Preßburger Zeitung das führende Periodikum der gesamten Region. Als halbamtliches Organ der Wiener Regierung in Ungarn war sie erfolgreicher als die ebenfalls in Preßburg erscheinende Allgemeine Zeitung von und für Ungarn.
Über anderthalb Jahrhunderte hinweg gehörte die Preßburger Zeitung zu den bedeutendsten Blättern der Donaumonarchie; sie war ein Juwel des deutschsprachigen Journalismus in Altungarn. In ihr spiegelte sich der Zeitgeist der einzelnen Epochen, sie war Zeuge vieler politischer Veränderungen und für Generationen von Preßburgern war sie das Mitteilungsblatt der Stadt Preßburg. Im Jahre 1873 übernahm Karl Angermayer d. Ä. die Herausgabe der Preßburger Zeitung (ab 1874/75 deren verantwortlicher Schriftleiter). Ihr schärfster Konkurrent zur damaligen Zeit war die liberale Tageszeitung Westungarischer Grenzbote. 1907 übergab Angermayer an seine Söhne Karl d. J. und Ludwig. Jedoch wurde die Zahl der deutschsprachigen Zeitungen bereits vor dem Ersten Weltkrieg immer geringer und nach dem Weltkrieg verschwanden sie fast ganz. Das Jahr 1918 brachte mit dem Entstehen der Tschechoslowakei in den vielen Fällen das Ende der deutschsprachigen Zeitschriften. Nur die Preßburger Zeitung konnte sich nahezu noch ein volles Jahrzehnt am Markt halten. Aber das Jahr 1929 brachte auch für diese Zeitung das Aus, in diesem Jahr stellte sie ihr Erscheinen ein.

### Erscheinungsweise
- ab 1764: zweimal wöchentlich
- ab 1842: dreimal wöchentlich
- ab 1848: täglich
- ab 17. Juli 1876 zweimal täglich
- ab 1877: täglich
- ab 5. Dezember 1880: zweimal täglich

Quelle:

### Redaktion (Auswahl ab 1850)
- ab 1847 Adolf Neustadt

- ab 1. Juli 1850 Richard Rotter
- ab 20. November 1851 Hermann Höchell
- ab 19. September 1852 Matthias Pablasek
- ab 1. Januar 1861 August Posch
- ab 30. März 1861 Hermann Höchell
- ab 11. Januar 1871 Ludwig Némethy
- ab 2. Januar 1874 Ignacz Deutsch
- ab 10. Juli 1875 Carl Koller
- ab 5. Dezember 1880 Carl Angermayer
- ab 1. Juli 1883 Daniel Molec
- ab 1. Januar 1885 Rudolf Lövő
- ab 1. August 1907 Alois H. Pichler
- ab 1922 Carl Angermayer, Junior
- ab 1924 Emil Portisch

Quelle:

### Herausgeber der Preßburger Zeitung
- Johann Michael Landerer
- Landerersche Erben (ab 1810)
- Simon Peter Weber (ab 1812)
- Simon Peter Weber, Sohn (ab 1813)
- Carl F. Snischek (ab 1820)
- Carl Friedrich Wigand (ab 1825)
- Ignácz A. Schaiba (ab 1837)
- Michael von Barich (ab 1844)
- Michael Barich und H. Löw (ab 1848)
- Carl Friedrich Wigand (ab 1848)
- Alois Schreiber (ab 1862)
- Carl Angermayer (ab 1874)
- Daniel Molec und Carl Angermayer (ab 1884)
- Carl Angermayer (ab 1885)

Quelle: